# Оффенберг, Владимир Христианович
Владимир (Вольдемар-Христиан) Христианович Оффенберг (1 [13] февраля 1856, Таврическая губерния — 8 ноября 1927, Йонкерс, штат Нью-Йорк, США) — кораблестроитель, главный строитель броненосцев «Пересвет», «Георгий Победоносец», «Победа», «Император Александр III» и «Император Павел I», генерал-лейтенант Корпуса корабельных инженеров Российского императорского флота, а также евангельский пастор и проповедник. После революции эмигрировал в США.

## Биография
Барон Владимир (Вольдемар-Христиан) Христианович Оффенберг родился 1 февраля 1856 года в Таврической губернии в богатой аристократической семье. Представитель дворянского рода баронов Оффенбергов.

### Строитель броненосцев
В 1877 году окончил кораблестроительное отделение Технического училища Морского ведомства в Кронштадте. В 1877 участвовал в переходе шхуны «Полярная звезда» из Кронштадта в Архангельск через Балтийское и Белое моря. В 1878 году произведён в младшие судостроители. В 1878—1882 годах, находился в заграничном плавании на фрегате «Князь Пожарский», в качестве младшего механика. Затем проходил службу в Корпусе корабельных инженеров на судостроительных заводах и портах.
В 1886 году окончил Николаевскую морскую академию. Служил старшим помощником судостроителя в Севастопольском порту, затем на судостроительных заводах в Санкт-Петербурге. 3 октября 1895 года в эллинге Балтийского завода Санкт-Петербурга был заложен головной корабль новой серии броненосцев, получивший имя «Пересвет» в честь полулегендарного инока Троице-Сергиевой лавры, которого Сергий Радонежский отправил на Куликовскую битву. Руководил строительством корабля В. Х. Оффенберг, который и разработал проект данного броненосца. 7 мая 1898 года корабль был спущен на воду и 6 августа 1901 года после достройки — введён в эксплуатацию.
В феврале 1889 года Морское министерство приняло решение о строительстве на верфи РОПиТ в Севастополе, четвёртого и последнего в серии броненосца типа «Екатерина II». Строителем корабля от РОПиТ был назначен корабельный инженер В. X. Оффенберг, а наблюдение от Морского министерства за качеством работ выполнял корабельный инженер К. Н. Арцеулов. Строительство корабля началось в июле 1889 года. 22 января 1890 года ему присвоили имя «Георгий Победоносец» и зачислили в состав Черноморского флотского экипажа. 26 февраля 1892 года был спущен на воду.
20 апреля 1896 года инженер Балтийского завода В. X. Оффенберг завершил разработку эскизного проекта второго корабля несколько усовершенствованного типа броненосца «Пересвет» — эскадренного броненосца «Победа», который являлся гибридом крейсера и броненосца, и предназначался для длительных самостоятельных действий в океане. 9 февраля 1899 года корабль был заложен на стапеле завода, построен и спущен на воду 28 апреля 1900 года. Вступил в строй в октябре 1902 года. 5 сентября 1899 года на Балтийском заводе был заложен следующий корабль типа «Бородино» — эскадренный броненосец «Император Александр III». Главным строителем корабля был вновь назначен В. Х. Оффенберг. Корабль был спущен на воду 21 июля 1901 года и вступил в строй 20 июня 1904 года. Все четыре построенные В. Х. Оффенбергом броненосца были участниками русско-японской войны.
- Броненосцы, построенные В. Х. Оффенбергом
- Броненосец  «Пересвет»
- Броненосец «Георгий Победоносец»
- Броненосец «Победа»
- Эскадренный броненосец «Император Александр III»
- Броненосец «Император Павел I»

В 1903 году В. Х. Оффенберг был произведён в чин старшего судостроителя. 27 октября 1905 года на Балтийском заводе В. Х. Оффенберг заложил ещё один броненосец «Император Павел I», который был спущен на воду 25 августа 1907 года.
19 марта 1907 года В. Х. Оффенберг из старших судостроителей был переименован в полковники, а 25 мая 1910 года был произведён в генерал-майоры. С 1911 года исполнял должность старшего помощника главного инспектора кораблестроения, с октября 1911 по январь 1914 года — помощник начальника кораблестроительного отделения Главного управления кораблестроения и снабжений. В 1914 году В. Х. Оффенберг был уволен в отставку с производством в генерал-лейтенанты.

### Эмиграция
Во время Гражданской войны состоял во ВСЮР и Русской Армии. В декабре 1920 года эмигрировал через Константинополь, Югославию и Францию в США. С 1923 года был членом Общества бывших русских морских офицеров в Америке.
Умер Владимир Христианович Оффенберг 8 ноября 1927 года в Йонкерсе (Нью-Йорк). Похоронен на кладбище Маунт Хоуп в Непера Парк (штат Нью-Йорк).

### Церковная деятельность
В 1900 году В. Х. Оффенберг вместе с женой присоединился к Петербургской общине евангельских христиан, которую в то время возглавлял Иван Вениаминович Каргель — знаменитый русский богослов. В 1907 году жена Оффенберга Дарья Кузьминична принимала участие в подписании устава Русского евангельского союза, а генерал-лейтенант стал казначеем данного союза.
В эмиграции, проживая в Америке, Владимир Оффенберг с 1924 по 1926 годы был рядовым членом общины евангельских христиан. В 1926 году стал заместителем пресвитера общины, а в 1927 году был избран пресвитером общины в Нью-Йорке. Много проповедовал, принимал участие в работе съездов Русско-Украинского Союза ЕХБ в США.

## Семья
Владимир Христианович Оффенберг был женат дважды, вторым браком на Дарье Кузьминичне (урождённой Пучковой) (ок. 1868 ― 1944). Оффенберги до Октябрьской революции владели домом в Санкт-Петербурге и имением в Таврической губернии. От первого брака у В. Х. Оффенберга была дочь, от второго брака — восемь детей, пять дочерей: Вера, Татьяна, Елена, Лидия, Галли и трое сыновей, которые стали морскими офицерами.
Старший сын Владимир (1891—1971) — окончил Морской корпус, участник Первой мировой войны, служил на подводных лодках. С 1919 года во ВСЮР и Русской Армии: старший флаг-офицер командующего флотом, командир подводной лодки «Буревестник». Старший лейтенант. Эвакуирован с флотом в Константинополь, эмигрировал в Югославию, а затем в 1921 году в США (Коннектикут). В 1925—1958 годах в Стратфорде работал на заводе И. И. Сикорского «Sikorsky Aero Engineering Corporation», с 1958 находился на пенсии в Сент-Питерсберге, умер в 1971 году.
Средний сын Сергей (1892—1981) — окончил Морской корпус, участник Первой мировой войны, служил на подводных лодках. С 1919 года во ВСЮР и Русской Армии: в Черноморском флоте до эвакуации Крыма был командиром подводной лодки «Тюлень», которую привёл в Бизерту. Старший лейтенант. В 1921—1923 годах в эмиграции в Германии, член Союза взаимопомощи служивших в российском флоте в Берлине, с 1923 — в США (Коннектикут). В 1929—1959 годах работал в Стратфорде на заводе Сикорского, умер в 1981 году.
Младший сын Павел учился с 1916 года в Морском корпусе (образование не закончил), гардемарин. В эмиграции в США, с 1923 член Общества бывших русских морских офицеров в Америке. Умер 10 сентября 1955 года в Кембридже (Нью-Йорк).

## Награды
Российской империи:
- орден Святого Станислава 3-й степени (1888);
- орден Святой Анны 3-й степени (1894);
- орден Святого Станислава 2 степени (1899);
- орден Святой Анны 2-й степени (14 апреля 1902);
- орден Святого Владимира 4-й степени с бантом за 25 лет службы в офицерских чинах (1902);
- орден Святого Владимира 3-й степени (1906);
- орден Святого Станислава 1-й степени (25 марта 1912);
- медали, в том числе серебряная медаль «В память царствования императора Александра III» (1896).

Иностранные:
- орден Почётного легиона, кавалер (Франция, 1901)[15][16].